# 食糧人類Starving Anonymous
《食糧人類Starving Anonymous》（日语：食糧人類-Starving Anonymous-）是由蔵石悠擔任原作，水谷建吾擔任原案，鋳鍋和負責繪製的日本漫畫作品。自2016年9月20日起至2018年11月5日止於講談社旗下網站e Young Magazine連載，單行本由講談社發行，全7冊。正體中文版由東立出版社代理發行，林志昌翻譯。

## 劇情大綱
高中生伊江和阿和在坐公車回家途中，被車上的催眠瓦斯迷昏，之後被送到飼養人類的飼養場。伊江清醒後發現大量冷凍的裸體人類，而阿和與其他被捕獲的人都在吸食能使人喪失心智的不明液體。伊江決心從這裡逃出去，並結識了同樣被囚卻也保持清醒的夏寧和山引。四人逃出後簡單調查一番，發現這是一處監禁、繁殖、飼養和解體人類的設施，並有大量怪物在食用這些被飼養的人類。
在他們即將被怪物吞食之際，藏身設施暗處多年的記者小倉救了他們。小倉表示此處被稱為「搖籃」，在大眾眼中是核廢料處理廠，實際上是用來供應怪物糧食的飼育場，而日本首相也對這些怪物下跪磕頭，因為這些怪物正是造成全球暖化的元凶，並且有能力將地球變為一片死寂。夏寧聞訊後立即動身去殺怪物，過程中受到致命重傷卻沒有死，其後夏寧自揭來歷，表示自己的母親是從設施逃出，而自己是具備再生能力的特殊人種。之後他們分道揚鑣，夏寧和山引前去殺死怪物，而伊江、小倉和阿和試圖逃離。
伊江一行被負責設施保安的夕凪組逮捕，夕凪組的代表桐生解釋，這群「怪物」實際上是有高科技和高智慧的外星人。在伊江即將遭到夕凪的改造時，夏寧和山引現身營救他們，並擊潰了桐生。之後他們循線去殺「搖籃」的所長和泉，和泉表示自己也暗中策劃著將怪物全數殺光，並啟動了計畫，讓怪物自相殘殺。但怪物中的「女王」控制了設施副所長將閘門開啟，將千千萬萬的怪物放到外界恣意食人。女王聲稱是自己的種族協助人類從原始人進化至今，本來想和人類以共生關係和平共處，但已經無法達成。
山引利用夏寧的再生能力，複製了大量的夏寧，等同於供應女王無限的食物，而伊江和小倉關閉了閘門，犧牲夏寧一人以換取人類的未來。在外界的怪物因飢餓而滅亡後，伊江等人得以逃出生天。
三年之後，人類社會恢復秩序，小倉寫下事件始末並將其付梓，一舉成名；伊江和阿和輟學後開始工作，從事遺體清潔，然而伊江仍對獨自在設施內犧牲自我的夏寧念念不忘，便回到原地試圖將他挖出來，卻發現夏寧和山引已經利用怪物同類相食的特性引發傳染性海綿狀腦病，將怪物全數滅絕。

## 出版
《食糧人類Starving Anonymous》由蔵石悠擔任原作，水谷建吾擔任原案，鋳鍋和負責繪製的日本漫畫作品。自2016年9月20日起於講談社旗下網站e Young Magazine連載，於2018年11月5日完結。單行本由講談社發行，全7冊。
續篇作品《食糧人類Re》自2021年4月8日起於漫畫網站Comic Days上連載，至2023年7月為止已經出版7卷單行本。
| 卷数 | 講談社         | 講談社                 | 東立出版社     | 東立出版社             |
| 卷数 | 發售日期       | ISBN                   | 發售日期       | ISBN                   |
| ---- | -------------- | ---------------------- | -------------- | ---------------------- |
| 1    | 2016年9月20日  | ISBN 978-4-06-382855-9 | 2019年5月9日   | ISBN 978-9-57-261877-6 |
| 2    | 2017年3月17日  | ISBN 978-4-06-382941-9 | 2023年10月31日 | ISBN 978-9-57-261878-3 |
| 3    | 2017年6月20日  | ISBN 978-4-06-382985-3 |                |                        |
| 4    | 2017年11月20日 | ISBN 978-4-06-510305-0 |                |                        |
| 5    | 2018年4月20日  | ISBN 978-4-06-511264-9 |                |                        |
| 6    | 2018年9月20日  | ISBN 978-4-06-512702-5 |                |                        |
| 7    | 2019年2月20日  | ISBN 978-4-06-514554-8 |                |                        |

## 評價
法國《世界報》的伯納德·莫納斯泰羅（Bernard Monasterolo）稱這部作品有著「病態的想像力」，並讚揚作品「十分成功」。漫畫新聞的小岩井也讚揚了作品的第一卷，並認為故事開場非常成功。《IGN》的艾爾文·拉弗里爾（Erwan Lafleuriel）對故事情節讚譽有加，並稱故事「進展順暢」。相反的，The Manga Critic的凱瑟琳·達西（Katherine Dacey）不欣賞這部作品，認為「故事情節進展過快而且欠缺藝術性」，並批評美術風格刻意展現醜陋。
作品於2015年（第一屆）的下一部人氣漫畫大賞網路漫畫部門中排名第10。

## 外部連結
- Official website （页面存档备份，存于） （日語）